# Il ritorno di Don Calandrino
Il ritorno di Don Calandrino è un'opera buffa di Domenico Cimarosa, su libretto di Giuseppe Petrosellini. L'opera venne rappresentata durante la stagione di Carnevale del 1778 al Teatro Valle di Roma.

## Rappresentazione in tempi moderni
L'opera in tempi moderni è stata rappresentata nel 2007 al Festival di Pentecoste di Salisburgo, al Teatro Pérez Galdós di Las Palmas de Gran Canaria, al Teatro Alighieri per il Ravenna Festival, al Teatro Verdi di Pisa ed al Teatro Municipale di Piacenza diretta da Riccardo Muti.